# برنزه

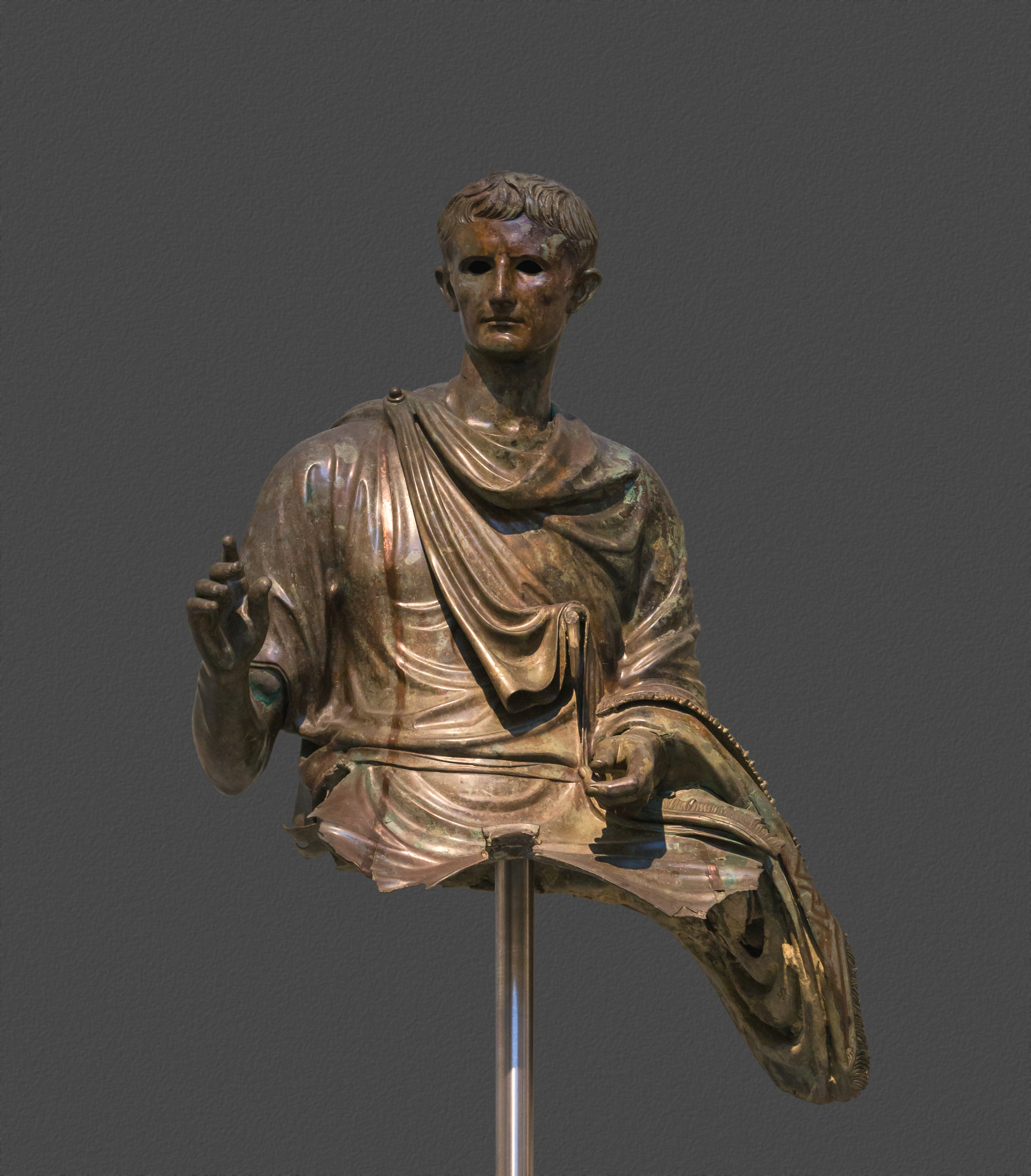
مجسمه برنزی امپراتور روم آگوستوس

برنزه یک رنگ قهوه‌ای متالیک است که شبیه آلیاژ فلز برنز است.
نخستین استفاده ثبت‌شده از برنزه به عنوان نام یک رنگ در انگلیسی در سال ۱۷۵۳ بود.

## گوناگونی

### برنزه انفجاری
برنزه انفجاری یکی از رنگ‌های مجموعه ویژه مداد رنگی کرایولا به نام متالیک اف ایکس است که رنگ‌های آن توسط کرایولا در سال ۲۰۰۱ فرمول‌بندی شد.

### برنزه عتیقه
نخستین استفاده ثبت‌شده از برنزه عتیقه به عنوان نام یک رنگ در انگلیسی در سال ۱۹۱۰. بود.

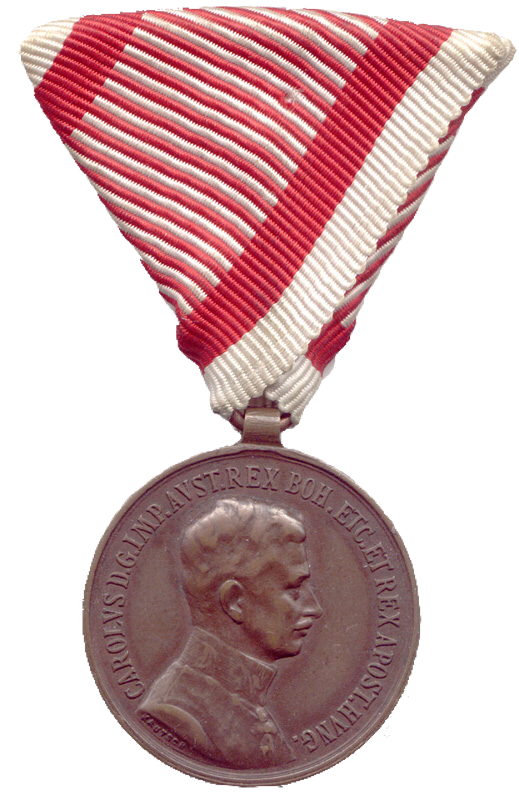
یک مدال برنزی